# Nevěra
Nevěra je sexuální, resp. milostný poměr s partnerem mimo manželství nebo též mimo jiný dlouhotrvající vážný vztah, s nímž se pojí slib věrnosti. Různí se pohledy na fyzickou nevěru a faktor citové angažovanosti. Starší pojem pro nevěru je cizoložství. Nevěra se odlišuje od polygamie, tj. souběžného legálního soužití jedince s více osobami (mnohomanželství), případně polyamorie, tj. souběžného všeobecně souhlasného angažmá jedince ve více milostných vztazích.

## Kategorizace nevěry
- Mimomanželský kontakt – jednorázová, primárně sexuální záležitost, často nahodilá, obvykle s nízkou emocionální vazbou
- Erotické dobrodružství – déletrvající sexuální porozumění s vyšší mírou citové angažovanosti, něžností, avšak bez plánů společné budoucnosti
- Mimomanželský vztah – dlouhodobý vztah se silnou citovou vazbou a potenciálním plánováním společné budoucnosti
- Flirt – spíše příslib bez skutečného naplnění nevěry, koketování
- Virtuální nevěra – sdílení sexuálních fantazií bez přímého sexuálního kontaktu

Petr Šmolka dále uvádí též prostituci či swingování. Kratochvíl rozlišuje nevěru souběžnou (nedostatečnost jednoho partnera pro naplnění pestrosti) a následnou (potřeba hledání stále něčeho nového). Miroslav Plzák dělí nevěru na sexuální a sociální, kterou myslí narušení společné péče o potomky, domácnost a sebe navzájem. Z hlediska manželství pokládá za podstatné:
- jak pečovat o děti,
- jak nakládat se společnými rodinnými zejména finančními prostředky (SJM),
- jak (převážně společně: viz povinnost v občanském zákoníku být spolu a společně pečovat o děti, dávat jim vhodné vzory k nápodobě) trávit volný čas,
- jak pečovat o domácnosti.

## Nevěra v historii
Ve starověku se přístup k nevěře lišil podle společenské třídy. V horní vrstvě platila zásada „Ten, kdo obdaří svou knížecí potencí ženu z lidu, zušlechťuje. Avšak princezna, která se oddá muži nikoli rovnocennému, poškozuje vlastní rod.“ Ve střední třídě u muže záleželo na jeho příjmech, zda si mohl dovolit více žen, zato žena byla de facto považována za majetek muže a měla vychovávat jeho děti. V nejnižší vrstvě byla chudoba hlavním faktorem, pro nějž byla polygamie nedostupná. Starořecká společnost nebránila muži ve vydržování více žen v závislosti na jeho prostředcích, doma však měl mít ženu jen jednu. Starověký Řím na věrnosti důsledně netrval a sexuální život považoval za přirozené právo muže stejně jako ženy. Možnost adopce snižovala význam ženy pro reprodukci. Trpěna byla i prostituce.
Křesťanství přišlo s tehdy netradičním důrazem na manželství a jeho nerozlučitelnost. Ve 12. století už nemohla být nevěra důvodem k rozvodu, přesto byla považována za těžký hřích. Zatímco světské společenství znalo jen nevěru ženskou (i s trestem smrti či zmrzačení), křesťanská církev odsuzovala i nevěru mužskou (s požadavkem pokání). Později se v některých oblastech i světské tresty rozšířily také na muže. Až do 16. století byla častým trestem tzv. ulička hanby, z níž bylo později možno se vykoupit. V 15. století docházelo pod vlivem důrazu na manželství i k omezování konkubinátu (nesezdaného soužití).
S nástupem novověku došlo k výrazné tabuizaci sexuality a potlačení veškerých smyslových a erotických projevů. Oficiálně tolerována byla sexualita jen v manželství. Sex svobodných lidí byl trestán vykázáním z města či pokutou, manželská nevěra pak byla v protestantské Evropě důvodem k rozvodu, v katolických oblastech k rozluce od stolu a lože. I prostituce byla od 17. století stále méně tolerována.
S nástupem průmyslové revoluce vliv církve na sexuální chování slábl. Náboženská doktrína se však přenesla do medicínské praxe, z hříchu se stala nemoc. I konec 19. století tak zdůrazňoval uměřenost a normálnost. Výzkumu sexuality se začal věnovat Freud, později Kinsey a další, docházelo tak k liberalizaci. Významným faktorem byla též probíhající ženská emancipace. Nevěra se stává tolerovanějším jevem (více v Evropě, zejména západní, zatímco v některých státech USA je věrnost dokonce zakotvena v právu, včetně postihů za její nedodržení).

## Výskyt a názory v ČR
Kinsey ve svých průkopnických zprávách na poli sexuálního chování uvádí, že asi třetina mužů a pětina žen má někdy extramatrimoniální (mimomanželský) sexuální styk, přičemž další výzkumy uvádějí obdobná nebo vyšší čísla. V českých výzkumech sexuálního chování došli Weiss a Zvěřina ke zjištění, že téměř dvě třetiny ženatých mužů mělo během manželství mimomanželský pohlavní styk (64 % v roce 1993 a 63 % v roce 1998). Z vdaných žen uvedlo mimomanželský pohlavní styk 46 %, resp. 42 % respondentek. Muži uváděli průměrně kolem 6,4 partnerky (asi polovina maximálně 3 partnerky), ženy průměrně kolem 3,9 partnera (více než polovina maximálně 2 partnery). Ženy přitom mají tendenci spíše k dlouhodobějším mimomanželským vztahům, zatímco muži k více k vztahům příležitostným. Autoři usuzují, že vyšší počty nevěrných mužů jsou důsledkem jejich větší upřímnosti anebo možnosti, že by mnoho jejich styků proběhlo s neprovdanými ženami. Celkově vyšší počty nevěrných oproti zahraničním studiím přisuzují autoři liberálnějším postojům české populace k nevěře.
Podle zprávy CVVM z roku 2003 32 % dotázaných považuje mimomanželské sexuální vztahy za špatné vždy a 38 % za špatné téměř vždy. Špatné jen někdy jsou pro 21 % a nikdy špatné pro 4 % dotázaných. Výzkum téže agentury z roku 2012 ukazuje, že nevěru manžela považuje za morálně (spíše) nepřijatelnou 60 % dotázaných a nevěru manželky 63 %. Naopak za morálně (spíše) přijatelnou ji považuje 11 %, resp. 8 % dotázaných.